# 比尔·蒂尔登
比尔·蒂尔登（英語：Bill Tilden；1893年2月10日—1953年6月5日）是一个美国网球运动员。他通常被认为是最为伟大的网球选手之一。蒂尔登在1920年至1925年间占据世界第一名。
蒂尔登出生于费城一个富裕家庭。